# فرودگاه گیروا
فرودگاه گیروا (به انگلیسی: Girua Airport) یک فرودگاه همگانی با کد یاتا PNP است که یک باند فرود آسفالت دارد و طول باند آن ۱٬۶۷۲ متر است. این فرودگاه در کشور پاپوآ گینه نو قرار دارد و در ارتفاع ۹۵ متری از سطح دریا واقع شده‌است.

## شرکت‌های هواپیمایی و مقصدهای پروازی
| شرکت‌های هواپیمایی | مقصدهای پروازی |
| ----------------- | -------------- |
| ایر نیوگینی       | جکسنز          |
| Airlines PNG      | جکسنز، Tufi    |